# Riom
Riom je francouzská obec v departementu Puy-de-Dôme v regionu Auvergne. V roce 2010 zde žilo 17 941 obyvatel. Je centrem arrondissementu Riom.

## Vývoj počtu obyvatel
Počet obyvatel